# Praravinia subtomentosa
Praravinia subtomentosa là một loài thực vật có hoa trong họ Thiến thảo. Loài này được Bremek. miêu tả khoa học đầu tiên năm 1940.